# Dictyoglomus
Dictyoglomus là một chi vi khuẩn, tạo ra ngành riêng của chính nó, được gọi là Dictyoglomi. Sinh vật này là cực kỳ ái nhiệt, có nghĩa là nó phát triển mạnh tại các mức nhiệt độ rất cao. Nó là sinh vật hóa hữu dưỡng, có nghĩa là nó thu được nguồn năng lượng nhờ chuyển hóa các phân tử hữu cơ. Sinh vật này được quan tâm vì nó sinh ra một enzym là xylanase để tiêu hóa xylan, một dị polyme của đường pentoza là xyloza. Bằng cách xử lý trước bột gỗ với enzym này, các nhà sản xuất giấy có thể thu được các mức độ trắng có thể so sánh được với ít hơn nhiều thuốc tẩy clo.
Nó đã được mô tả như là vi khuẩn Gram âm, với một vách tế bào ba lớp.